# Пасхалова, Алевтина Михайловна
Алевтина Михайловна Пасхалова (в замужестве Аносова; 27 мая [8 июня] 1875, Сокур, Саратовская губерния — 1 апреля 1953, Саратов) — русская и советская оперная и камерная певица (лирико-драматическое сопрано), также педагог и музыкальный деятель; Заслуженная артистка РСФСР (1934).
Обладала красивым, ровным во всех регистрах голосом чистого тембра с густым низким регистром. Репертуар певицы включал свыше 60 партий.

## Биография
Родилась 27 мая (8 июня) 1875 года в селе Сокур Саратовской губернии (ныне — Татищевский район Саратовской области), в семье надворного советника — Михаила Никандровича Пасхалова, который в числе русских добровольцев освобождал сербов от османского ига и погиб. Внучка Анны Никаноровны Пасхаловой-Мордовцевой. После смерти отца мать вторично вышла замуж, а семилетнюю Алевтину отправила к бабушке в Саратов.
Первоначальное образование получила в Саратовском женском институте, где обучалась игре на фортепиано у Фёдора Михайловича Достоевского, ученика Антона Рубинштейна, племянника и полного тёзки великого русского писателя, а также пению у итальянца Рокко. Уже в ученических концертах исполняла фортепьянные произведения Шопена, Шумана и Листа, пела в хоре. В 1893 году поступила в московскую вокальную студию Е. Терьян-Коргановой, где вскоре её услышал С. Мамонтов и пригласил в Московскую частную русскую оперу на партию Церлины («Дон Жуан»). В 1893—1898 годах Алевтина Пасхалова обучалась пению в Московской консерватории у Елизаветы Лавровской. Живя в доме у Лавровской, она познакомилась с С. Танеевым, А. Гречаниновым, С. Рахманиновым и часто исполняла оперные арии и романсы в их сопровождении. Ещё будучи ученицей консерватории, в 1898 году она принимала участие в гастрольных спектаклях Московской частной русской оперы Мамонтова в Петербурге.
По окончании консерватории, в 1898—1899 годах, Пасхалова была солисткой Московской частной русской оперы. Позднее выступала в крупных городах России — Казани, Перми, Саратове, Житомире, Каменец-Подольске, Нижнем Новгороде, Москве (театр «Аквариум», антреприза М. Медведева), Петербурге (Новый летний театр «Олимпия», антрепризы Е. Кабанова и К. Яковлева). В 1905—1908 годах была солисткой петербургского Мариинского театра, затем снова пела в Саратове, Перми, Екатеринодаре, Харькове, Казани, Тифлисе, Кишиневе. В 1912 году певица совершенствовалась в вокальном искусстве в Милане у А. Броджи и А. Бетинелли. В 1911—1912 годах концертировала в Генуе, Вероне и Милане (здесь дебютировала в театре «Ла Скала»). В 1913—1914 годах выступала в России — в Екатеринодаре, Оренбурге, Ташкенте, Самарканде, Бухаре. В 1913 году записывалась на грампластинки, исполняя романсы П. Чайковского, С. Рахманинова, Э. Грига, Ф. Шопена.
Была первой исполнительницей партий Дуни («В 1812 году»), Фрейи («Золото Рейна»), Ксении («Борис Годунов», в Москве), Чио-Чио-сан («Чио-Чио-сан», в Харькове). Её партнёрами были — И. Алчевский, Ж. Девойод, И. Ершов, Е. Збруева, В. Касторский, А. Лабинский, Л. Собинов, Н. Фриде, Ф. Шаляпин, Л. Яковлев. Пела под управлением Э. Купера, Э. Направника, И. Палиева, И. Труффи.
С 1915 года А. М. Пасхалова жила в Саратове, с 1918 года преподавала в Саратовской консерватории, где стала профессором и воспитала плеяду советских певцов. В Саратове содействовала созданию оперного театра. Последнее выступление певицы состоялось в 1929 году в Саратове на юбилейном вечере, посвященном 30-летию её артистической деятельности. В годы Великой Отечественной войны, когда Московская консерватория была эвакуирована в Саратов, Пасхалова была также профессором её вокальной кафедры.
Умерла 1 апреля 1953 года в Саратове.
Её дочь, Нина, обучалась пению у матери и тоже стала певицей.